# Ivan Saraiva de Souza
Ivan Saraiva de Souza, mais conhecido como Ivan (Campinas, 18 de janeiro de 1982), é um futebolista brasileiro que atua como lateral-esquerdo.

## Títulos
Atlético Paranaense
- Campeão da Copa Tribuna de Juniores: 2001
- Campeão Paranaense Júnior: 2001
- Campeão da Copa Sul-Sudeste: 2001
- Campeonato Brasileiro: 2001[1]
- Super Campeão Paranaense: 2002
- Copa do Brasil: 2007

Figueirense
- Campeonato Catarinense: 2014